# Nain rex (lapin)
Le lapin nain rex est une race de lapin domestique issue du croisement entre le lapin rex standard et des lapins nains. Reconnu officiellement par l'American Rabbit Breeders Association (ARBA) en 1986, il se distingue par sa petite taille et sa fourrure veloutée caractéristique.

## Histoire
L'origine du lapin nain rex est liée à celle du lapin rex, apparu en France dans la Sarthe au début du XXe siècle. En 1919, une mutation génétique spontanée chez un lapin mâle de l'élevage de M. Caillon donna naissance à une fourrure particulièrement douce et veloutée.
La variété naine fut développée plus tard aux États-Unis par Monna R. Berryhill du Texas, qui croisa un lapin Rex noir nain avec une femelle Lynx rouge de petite taille. Cette nouvelle race fut officiellement reconnue par l'ARBA en 1986.
Le lapin nain rex a été développé plus tard par croisements sélectifs entre les lapins rex standard et des lapins nains, dans le but d'obtenir un animal de petite taille conservant la caractéristique de la fourrure rex.

## Standard de race

### Caractéristiques physiques
- Poids : 1,5 à 2 kg pour les femelles, jusqu'à 3,5 livres (1,6 kg) pour les mâles [2],[3],[4]
- Corps : compact et trapu avec une ossature fine
- Oreilles : droites et bien portées

- Fourrure : dense, courte (environ 17 mm)[4]

## Particularités de la fourrure
La principale caractéristique de la race est sa fourrure unique où les poils de garde et le sous-poil sont de même longueur, créant une texture veloutée au toucher (en raison du standard Rex) ,.
Cette race est principalement élevée comme animal de compagnie. Sa fourrure veloutée et sa petite taille en font un animal particulièrement apprécié. Le lapin nain rex est considéré comme hypoallergénique, ce qui en fait un choix privilégié pour les personnes souffrant d'allergies aux poils d'animaux ou d'asthme (bien l'efficacité est relative).